# جون غوردون سنكلير
جون غوردون سنكلير (بالإنجليزية: John Gordon Sinclair) هو ممثل بريطاني، ولد في 4 فبراير 1962 في المملكة المتحدة. من الجوائز التي نالها جائزة لورنس أوليفيه.

## الأعمال

### أفلام
| السنة | العنوان | الدور |
| ----- | ------- | ----- |
| 2006  | .45     | داني  |

## جوائز
- جائزة لورنس أوليفيه

## وصلات خارجية
- جون غوردون سنكلير على موقع IMDb (الإنجليزية)
- جون غوردون سنكلير على موقع ميوزك برينز (الإنجليزية)
- جون غوردون سنكلير على موقع قاعدة بيانات الفيلم (الإنجليزية)